# Jan Hudec
Jan Hudec (* 19. August 1981 in Šumperk, Tschechoslowakei) ist ein ehemaliger tschechisch-kanadischer Skirennläufer. Er gehörte von 1999 bis 2016 der kanadischen Skinationalmannschaft an und war auf die Disziplinen Abfahrt und Super-G spezialisiert. Ab 2016 ging er für den tschechischen Skiverband an den Start.

## Biografie
Hudec wurde als Sohn des Abfahrers Jan Hudec sen. und dessen Ehefrau Vladi, einer Skilangläuferin, in der Tschechoslowakei geboren. Als er ein Jahr alt war, verließ seine Familie mit ihm das Land und ließ sich in Deutschland nieder. Dort verbrachte sie viereinhalb Jahre und siedelte 1986 nach Kanada über, wo sein Vater in Red Deer eine Anstellung als Skitrainer fand. 1993 zog die Familie nach Banff, wo beide Eltern an der Mountain Ski Academy arbeiteten.
Bereits in Deutschland stand Hudec im Alter von zwei Jahren erstmals auf Skiern und bestritt mit drei Jahren sein erstes Rennen. Sein alpines Talent entwickelte er in Kanada weiter und wurde schließlich Schüler der Mountain Ski Academy. Von 1996 an ging er regelmäßig bei den in Nordamerika ausgetragenen FIS-Rennen an den Start und gab Ende 1997 sein Debüt im Nor-Am Cup. Es dauerte zwei Jahre, bis er sich im Nor-Am Cup erstmals unter den besten Zehn platzieren konnte. Im Februar 2002 gelang ihm als 20-Jähriger bei der Abfahrt von Le Massif sein erster Sieg.
International machte er erstmals im Februar 2001 auf sich aufmerksam, als er bei den Juniorenweltmeisterschaften im schweizerischen Verbier Vierter in der Abfahrt wurde. Zwei Jahre später erreichte er bei den Weltmeisterschaften 2003 in St. Moritz überraschend den siebten Platz. Im gleichen Jahr unterbrach eine schwere Knieverletzung seine Karriere. Bei seinem Comeback im November 2004 in der Weltcupabfahrt von Lake Louise fuhr er mit Startnummer 68 auf Rang 7. Zwei Wochen nach diesem Erfolg erzwang eine weitere Verletzung eine über einjährige Rennpause.
Über den Nor-Am Cup qualifizierte Hudec sich wieder für das kanadische Weltcup-Team, wo er aber kaum in die vorderen Ränge vorstieß. Die Qualifikation für die Olympischen Winterspiele 2006 verfehlte er. Erst bei den Skiweltmeisterschaften 2007 im schwedischen Åre schloss er wieder zur Weltspitze auf. Zum Auftakt der Weltmeisterschaften wurde er Siebter im Super-G, fünf Tage später gelang ihm mit der Silbermedaille in der Abfahrt der bislang größte Erfolg seiner Karriere.
Am 24. November 2007 feierte er in der Abfahrt von Lake Louise seinen ersten Sieg im Weltcup. Beim Training zur Lauberhorn-Abfahrt in Wengen stürzte Hudec am 8. Januar 2008 schwer und erlitt einen Kreuzbandriss, womit die Saison 2007/08 für ihn vorzeitig beendet war. In den Weltcup kehrte der Kanadier erst im Januar 2009 zurück und nahm im Februar an den Weltmeisterschaften 2009 in Val-d’Isère teil. Dort stürzte er in der Abfahrt und zog sich einen Riss des vorderen Kreuzbandes im linken Knie zu, wodurch für ihn auch die Saison 2008/09 vorzeitig beendet war.
Die folgende Saison 2009/10 erwies sich als schwierig. Nur einmal fuhr Hudec im Weltcup unter die besten 15, bei den Olympischen Winterspielen 2010 kam er nicht über Platz 23 im Super-G und Rang 25 in der Abfahrt hinaus. Aus diesen Gründen gelangte er vermehrt im Nor-Am Cup zum Einsatz, wo ihm mehrere Podestplätze gelangen. In der Saison 2010/11 erreichte er wieder ein Top-10-Ergebnis in der Weltcupabfahrt von Kvitfjell. Bei den Weltmeisterschaften 2011 belegte er Platz 25 in der Abfahrt, im Super-G schied er aus.
Im Winter 2011/12 näherte sich Hudec allmählich wieder der Weltspitze an. Nach zwei Top-10-Ergebnissen gewann er am 4. Februar 2012 die Abfahrt von Chamonix und realisierte damit nach über vier Jahren seinen zweiten Weltcupsieg. Mit insgesamt acht Top-10-Ergebnissen, davon zwei Podestplätzen, erreichte er im Super-G-Weltcup den sechsten und im Abfahrtsweltcup den neunten Platz. Zuvor war er im Abfahrtsweltcup noch nie unter den besten zehn und im Super-G noch nicht unter den besten 20 gewesen. Bei den Olympischen Winterspielen 2014 in Sotschi gewann er ex aequo mit Bode Miller die Bronzemedaille im Super-G.
Im Mai 2016 gab Hudec bekannt, dass er ab der Saison 2016/17 für sein Heimatland Tschechien an den Start gehen wird. Er begründete diesen Schritt mit den aus seiner Sicht zu hohen Spesen, die er dem kanadischen Verband hätte bezahlen müssen. In den zwei folgenden Weltcupwintern fuhr er jedoch kein einziges Mal in die Punkteränge, sein bestes Ergebnis für Tschechien war ein 41. Platz. Am 31. März 2018 gab er seinen Rücktritt bekannt.

## Erfolge

### Olympische Spiele
- Vancouver 2010: 23. Super-G, 25. Abfahrt
- Sotschi 2014: 21. Abfahrt, 3. Super G
- Pyeongchang 2018: 45. Abfahrt

### Weltmeisterschaften
- St. Moritz 2003: 7. Super-G
- Åre 2007: 2. Abfahrt, 7. Super-G
- Garmisch-Partenkirchen 2011: 25. Abfahrt
- Schladming 2013: 9. Abfahrt, 12. Super-G
- St. Moritz 2017: 32. Super-G, 39. Abfahrt

### Weltcupwertungen
| Saison  | Gesamt | Gesamt | Abfahrt | Abfahrt | Super-G | Super-G |
| Saison  | Platz  | Punkte | Platz   | Punkte  | Platz   | Punkte  |
| ------- | ------ | ------ | ------- | ------- | ------- | ------- |
| 2002/03 | 123.   | 13     | –       | –       | 44.     | 13      |
| 2003/04 | 116.   | 16     | –       | –       | 36.     | 16      |
| 2004/05 | 91.    | 42     | 37.     | 36      | 45.     | 6       |
| 2006/07 | 69.    | 98     | 31.     | 67      | 29.     | 31      |
| 2007/08 | 37.    | 264    | 13.     | 174     | 24.     | 90      |
| 2008/09 | 101.   | 32     | 39.     | 32      | –       | –       |
| 2009/10 | 102.   | 36     | 44.     | 20      | 38.     | 16      |
| 2010/11 | 75.    | 100    | 26.     | 89      | 45.     | 11      |
| 2011/12 | 16.    | 548    | 9.      | 284     | 6.      | 264     |
| 2012/13 | 35.    | 195    | 21.     | 103     | 15.     | 92      |
| 2013/14 | 34.    | 233    | 24.     | 92      | 11.     | 141     |
| 2014/15 | 82.    | 73     | 43.     | 26      | 30.     | 47      |

### Weltcupsiege
- 5 Podestplätze, davon 2 Siege:

| Datum             | Ort         | Land       | Disziplin |
| ----------------- | ----------- | ---------- | --------- |
| 24. November 2007 | Lake Louise | Kanada     | Abfahrt   |
| 4. Februar 2012   | Chamonix    | Frankreich | Abfahrt   |

### Nor-Am Cup
- Saison 2001/02: 4. Gesamtwertung, 1. Abfahrtswertung, 5. Super-G-Wertung
- Saison 2005/06: 10. Gesamtwertung, 5. Super-G-Wertung, 10. Abfahrtswertung
- Saison 2009/10: 7. Gesamtwertung, 4. Abfahrtswertung, 4. Super-G-Wertung
- Saison 2010/11: 7. Super-G-Wertung
- 13 Podestplätze, davon 3 Siege:

| Datum            | Ort          | Land   | Disziplin |
| ---------------- | ------------ | ------ | --------- |
| 20. Februar 2002 | Le Massif    | Kanada | Abfahrt   |
| 15. Februar 2006 | Big Mountain | USA    | Super-G   |
| 14. März 2010    | Burke        | USA    | Super-G   |

### Junioren-Weltmeisterschaften
- Québec 2000: 13. Super-G, 18. Abfahrt, 18. Slalom, 24. Riesenslalom
- Verbier 2001: 4. Abfahrt, 15. Super-G, 31. Riesenslalom, 37. Slalom

### Weitere Erfolge
- 1 kanadischer Meistertitel (Riesenslalom 2011)
- 11 Siege in FIS-Rennen (1× Abfahrt, 2× Super-G, 3× Riesenslalom, 5× Slalom)